# Гней Корнелий Сципион Азина
Гней Корнелий Сципион Азина (на латински: Gnaeus Cornelius Scipio Asina) e римски политик и консул през първата пуническа война.
През 260 пр.н.е. Азина е консул с Гай Дуилий. Той прави опит да превземе Липари на Липарските острови
и е пленен от картагенците на Ханибал Гискон. Получава името си Азина (магаре).
През 254 пр.н.е. Азина е консул с Авъл Атилий Калатин и двамата превземат Палермо. Те получават триумф.